# Estola freyi
Estola freyi är en skalbaggsart som beskrevs av Stefan von Breuning 1955. Estola freyi ingår i släktet Estola och familjen långhorningar. Inga underarter finns listade i Catalogue of Life.